# سکوی دروازه اکتشاف
سکوی دروازه اکتشافی یک مفهوم طراحی بود که توسط شرکت بوئینگ در دسامبر ۲۰۱۱ به منظور کاهش شدید هزینه سفر به ماه، سیارک‌های نزدیک زمین (NEA) یا مأموریت‌های سفر به مریخ طراحی شده‌است، که در واقع با استفاده از اجزای طراحی شده برای ساخت انبار سوخت‌گیری و ایستگاه خدماتی واقع در یکی از نقاط لاگرانژ زمین-ماه، L1 یا L2 عملی گردید. این سیستم مدعی بود که بر اساس توانایی استفاده مجدد برای ماموریت‌های متعدد مانند سکوی پرتاب برای کاوش در اعماق فضا، ایستگاه رله رباتیک برای ماه‌نوردان، خدمات تلسکوپ و یک سکوی تمرینی در اعماق فضایی که در خارج از کمربندهای تابش محافظ زمین قرار دارد، این صرفه‌جویی در هزینه‌ها را عملی می‌کند.